# Act Tower
Act Tower je mrakodrap v Hamamacu, Japonsko. Je to 213 metrů vysoká stavba a má 45 podlaží, takže je nejvyšší budovou ve městě. Byla postavena v roce 1994 a v jejích nejvyšších patrech je umístěn hotel Okura City, stejně jako vyhlídková terasa v nejvyšším patře. Budova byla navržena tak, aby připomínala harmoniku, odkazující na výrobce hudebních nástrojů se sídlem v Hamamacu, mezi něž patří Yamaha, Roland, Kawai a Tokai.